# Adam Gemili
Adam Ahmed R. Gemili (Londra, 6 ottobre 1993) è un velocista britannico.
In carriera si è laureato campione europeo dei 200 metri piani a Zurigo 2014 e campione mondiale juniores dei 100 metri piani a Barcellona 2012; gareggia per la società Blackheath & Bromley Harriers AC.

## Biografia
Prima di dedicarsi totalmente all'atletica leggera, Gemili ha praticato calcio, giocando fino al 2012 nella società Dagenham & Redbridge.
La prima importante affermazione di Gemili nell'atletica avviene nel 2011 quando vince due medaglie d'argento nei 100 metri piani e nella staffetta 4×100 metri agli Europei juniores tenutisi a Tallinn.
Durante lo stesso anno, nella finale nazionale juniores, Gemili arriva primo nei 200 metri piani con un tempo di 20"98, miglior prestazione juniores in Europa nel 2011.
Il 2 giugno 2012, al Gala Sparkassen di Ratisbona, Gemili ottiene la qualificazione nei 100 metri piani per i Giochi olimpici di Londra con un tempo di 10"11 durante le batterie (personale abbassato di 3 centesimi in finale con 10"08), battendo il suo precedente record personale di 10"23. Quel 10"08 risulta la seconda prestazione britannica juniores sui 100 metri, subito dietro i 10"06 di Dwain Chambers.
Nello stesso anno partecipa ai Mondiali juniores dove vince la medaglia d'oro, stabilendo il nuovo record dei campionati. Con il tempo di 10"05 ottenuto nella competizione, Gemili diventa il secondo atleta europeo juniores più veloce, dietro solo a Christophe Lemaitre, e davanti al connazionale Dwain Chambers.
Il 4 agosto partecipa ai Giochi olimpici di Londra 2012 dove si qualifica per le semifinali dei 100 m piani. Il giorno successivo, in semifinale, corre in 10"06, tempo vicinissimo al suo record personale ma che tuttavia non gli permette di qualificarsi per la finale, poi vinta da Usain Bolt.
Il 7 giugno 2015 scende per la prima volta sotto i 10" nei 100 metri giungendo secondo, alle spalle di Marvin Bracy, nel Birmingham Grand Prix valido per la Diamond League, risultando il centesimo atleta ad infrangere tale barriera.

## Progressione

### 100 metri piani
| Stagione | Tempo | Luogo          | Data      | Rank. Mond. |
| -------- | ----- | -------------- | --------- | ----------- |
| 2022     | 10"38 | Birmingham     | 21-5-2022 |             |
| 2021     | 10"14 | Székesfehérvár | 6-7-2021  |             |
| 2020     | 10"28 | Székesfehérvár | 19-8-2020 |             |
| 2019     | 10"04 | Londra         | 20-7-2019 |             |
| 2018     | 10"11 | Gold Coast     | 8-4-2018  |             |
| 2017     | 10"08 | Azusa          | 14-4-2017 | 30º         |
| 2016     | 10"11 | Zagabria       | 6-9-2016  | 80º         |
| 2016     | 10"11 | Zurigo         | 1-9-2016  | 80º         |
| 2015     | 9"97  | Birmingham     | 7-6-2015  | 20º         |
| 2014     | 10"04 | Mannheim       | 5-7-2014  | 27º         |
| 2013     | 10"06 | Zurigo         | 29-8-2013 | 30º         |
| 2012     | 10"05 | Barcellona     | 11-7-2012 | 31º         |
| 2011     | 10"35 | Bedford        | 25-6-2011 | 227º        |
| 2010     | 10"80 | Birmingham     | 9-7-2010  |             |

### 200 metri piani
| Stagione | Tempo | Luogo          | Data      | Rank. Mond. |
| -------- | ----- | -------------- | --------- | ----------- |
| 2022     | 20"15 | Jacksonville   | 12-6-2022 |             |
| 2021     | 20"41 | Székesfehérvár | 6-7-2021  |             |
| 2020     | 20"56 | Székesfehérvár | 19-8-2020 |             |
| 2019     | 20"03 | Doha           | 30-9-2019 |             |
| 2018     | 20"10 | Berlino        | 9-8-2018  |             |
| 2017     | 20"35 | Shanghai       | 13-5-2017 | 39º         |
| 2016     | 19"97 | Bruxelles      | 9-9-2016  | 11º         |
| 2014     | 19"98 | Zurigo         | 15-8-2014 | 7º          |
| 2013     | 19"98 | Mosca          | 16-8-2013 | 6º          |
| 2012     | 20"38 | Derby          | 9-9-2011  | 33º         |
| 2011     | 20"98 | Derby          | 11-9-2011 | 330º        |

## Palmarès
| Anno                                  | Manifestazione          | Sede           | Evento      | Risultato  | Prestazione | Note                                                     |
| ------------------------------------- | ----------------------- | -------------- | ----------- | ---------- | ----------- | -------------------------------------------------------- |
| In rappresentanza della Gran Bretagna |                         |                |             |            |             |                                                          |
| 2011                                  | Europei U20             | Tallinn        | 100 m piani | Argento    | 10"41       |                                                          |
| 2011                                  | Europei U20             | Tallinn        | 4 × 100 m   | Argento    | 39"48       |                                                          |
| 2012                                  | Mondiali U20            | Barcellona     | 100 m piani | Oro        | 10"05       | Record dei campionati                                    |
| 2012                                  | Mondiali U20            | Barcellona     | 4 × 100 m   | Finale     | dq          |                                                          |
| 2012                                  | Giochi olimpici         | Londra         | 100 m piani | Semifinale | 10"06       |                                                          |
| 2012                                  | Giochi olimpici         | Londra         | 4 × 100 m   | Batteria   | dq          |                                                          |
| 2013                                  | Europei U23             | Tampere        | 100 m piani | Oro        | 10"20       |                                                          |
| 2013                                  | Europei U23             | Tampere        | 200 m piani | 4º         | 20"51       |                                                          |
| 2013                                  | Europei U23             | Tampere        | 4 × 100 m   | Oro        | 38"77       |                                                          |
| 2013                                  | Mondiali                | Mosca          | 200 m piani | 5º         | 20"08       |                                                          |
| 2013                                  | Mondiali                | Mosca          | 4 × 100 m   | Finale     | dq          |                                                          |
| 2014                                  | Europei                 | Zurigo         | 200 m piani | Oro        | 19"98       | Miglior prestazione personale                            |
| 2014                                  | Europei                 | Zurigo         | 4 × 100 m   | Oro        | 37"93       | Miglior prestazione personale stagionale                 |
| 2016                                  | Europei                 | Amsterdam      | 4 × 100 m   | Oro        | 38"17       |                                                          |
| 2016                                  | Giochi olimpici         | Rio de Janeiro | 200 m piani | 4º         | 20"12       |                                                          |
| 2016                                  | Giochi olimpici         | Rio de Janeiro | 4 × 100 m   | 5º         | 37"98       |                                                          |
| 2017                                  | World Relays            | Nassau         | 4 × 100 m   | Finale     | dnf         |                                                          |
| 2017                                  | Mondiali                | Londra         | 4 × 100 m   | Oro        | 37"47       | Record europeo · Miglior prestazione mondiale stagionale |
| 2018                                  | Europei                 | Berlino        | 200 m piani | 5º         | 20"10       | Miglior prestazione personale stagionale                 |
| 2018                                  | Europei                 | Berlino        | 4 × 100 m   | Oro        | 37"80       |                                                          |
| 2019                                  | World Relays            | Yokohama       | 4 × 100 m   | Bronzo     | 38"15       |                                                          |
| 2019                                  | Mondiali                | Doha           | 100 m piani | Semifinale | 10"13       |                                                          |
| 2019                                  | Mondiali                | Doha           | 200 m piani | 4º         | 20"03       | Miglior prestazione personale stagionale                 |
| 2019                                  | Mondiali                | Doha           | 4 × 100 m   | Argento    | 37"36       | Record europeo                                           |
| 2021                                  | Giochi olimpici         | Tokyo          | 200 m piani | Batteria   | 1'58"58     |                                                          |
| 2022                                  | Mondiali                | Eugene         | 200 m piani | Batteria   | 20"60       |                                                          |
| 2022                                  | Mondiali                | Eugene         | 4 × 100 m   | Bronzo     | 37"83       | [ 2 ]                                                    |
| 2023                                  | Mondiali                | Budapest       | 4 × 100 m   | 4º         | 37"80       |                                                          |
| In rappresentanza dell' Inghilterra   |                         |                |             |            |             |                                                          |
| 2014                                  | Giochi del Commonwealth | Glasgow        | 100 m piani | Argento    | 10"10       |                                                          |
| 2014                                  | Giochi del Commonwealth | Glasgow        | 4 × 100 m   | Argento    | 38"02       |                                                          |
| 2018                                  | Giochi del Commonwealth | Gold Coast     | 100 m piani | Finale     | dns         |                                                          |
| 2022                                  | Giochi del Commonwealth | Birmingham     | 200 m piani | Semifinale | 20"97       |                                                          |

## Riconoscimenti
- Atleta europeo emergente dell'anno (2014)